# Bakačeva kula
Bakačeva kula je bio fortifikacijski objekt u Zagrebu koji je dao podići upravitelj zagrebačke biskupije Toma Bakač.
Podigao ju je radi obrane zagrebačke katedrale. Kula je 1906. srušena za Bolléove obnove katedrale nakon potresa, a kamen od kojega je bila sagrađena ugrađen je u nasip na lijevoj savskoj obali.